# Armadillidium hybridum
Armadillidium hybridum är en kräftdjursart som beskrevs av Gustav Budde-Lund 1896. Armadillidium hybridum ingår i släktet Armadillidium och familjen klotgråsuggor. Inga underarter finns listade i Catalogue of Life.